# バリー・フィッツジェラルド
バリー・フィッツジェラルド（Barry Fitzgerald, 本名: ウィリアム・ジョゼフ・シールズ、William Joseph Shields, 1888年3月10日 – 1961年1月4日）は、アイルランドの俳優。舞台や映画、テレビで活躍。身長162cm。

## 来歴
ダブリン出身。弟は俳優のアーサー・シールズ。劇作家のショーン・オケイシーと短期間ルームメイトになったこともあり、オケイシーの舞台にも立っている。ジョン・フォードに雇われ渡米。『我が道を往く』の老神父が有名。ハリウッド・ウォーク・オブ・フェームでは星が2個ある。
心筋梗塞により72歳で死去。ディーンズ農場墓地に墓がある。

### アカデミー賞問題
『我が道を往く』の老神父で第17回アカデミー賞の主演男優賞と助演男優賞に同時にノミネートされ、話題になった。この役柄は主演なのか助演なのかという問題があったからである。当時のアカデミー賞の規約には「助演者は、助演賞と主演賞の両方にノミネート出来る」とあり、あり得ないことではなかった。しかも主演男優賞には同じ映画に出演したビング・クロスビーもノミネートされてしまったため、配給権のあるパラマウントはスターとして格段の差のあるクロスビーを主演、フィッツジェラルドは助演ということで調整、フィッツジェラルドは助演男優賞を受賞した。その後、アカデミー賞は規約を「主演の俳優は主演賞にのみノミネート出来る」と改めた。
その後、ゴルフの練習中に自宅で、この騒ぎで手に入れたオスカー像を誤って打ってしまい破損する。当時のオスカー像は戦時中で石膏製だった。

## 出演作
| 公開年 | 邦題 原題                                       | 役名                      | 備考                                                           |
| ------ | ----------------------------------------------- | ------------------------- | -------------------------------------------------------------- |
| 1929   | ジュノーと孔雀 Juno and the Paycock             | 演説者                    |                                                                |
| 1936   | 鍬と星 The Plough and the Stars                 | Fluther Good              |                                                                |
| 1937   | 干潮 Ebb Tide                                   | Huish                     |                                                                |
| 1938   | 赤ちゃん教育 Bringing Up Baby                   |                           |                                                                |
| 1938   | 四人の復讐 Four Men and a Prayer                | マルケイヒ                |                                                                |
| 1938   | マリー・アントアネットの生涯 Marie Antoinette   | 行商人                    | クレジットなし                                                 |
| 1938   | 突撃爆撃隊 The Dawn Patrol                      | ボット                    |                                                                |
| 1939   | 暗黒街に明日はない The Saint Strikes Back       | ジッパー・ダイソン        |                                                                |
| 1939   | 恐るべき告白 Full Confession                    | マイケル・オキーフ        |                                                                |
| 1940   | 果てなき航路 The Long Voyage Home               | コッキー                  |                                                                |
| 1941   | 海の狼 The Sea Wolf                             | クーキー                  |                                                                |
| 1941   | わが谷は緑なりき How Green Was My Valley        | Cyfartha                  |                                                                |
| 1941   | ターザンの黄金 Tarzan's Secret Treasure         | O'Doul                    |                                                                |
| 1943   | 海を渡る歌 The Amazing Mrs. Holliday            | ティモシー・ブレイク      |                                                                |
| 1943   | 駆潜艇 K-225 Corvette K-225                     | オメアラ                  |                                                                |
| 1944   | 我が道を往く Going My Way                       | フィッツギボン            | アカデミー助演男優賞 受賞 ゴールデングローブ賞 助演男優賞 受賞 |
| 1944   | 孤独な心 None But the Lonely Heart              | ヘンリー                  |                                                                |
| 1945   | そして誰もいなくなった And Then There Were None | Francis J. Quinncannon    |                                                                |
| 1946   | 最後の地獄船 Two Years Before the Mast          | テレンス                  |                                                                |
| 1947   | カリフォルニア California                       | マイケル・ファビアン      |                                                                |
| 1947   | パンと娘と馬の鼻 Easy Come, Easy Go             | マーティン・L・ドノヴァン |                                                                |
| 1947   | 楽し我が道 Welcome Stranger                     | ジョセフ・マクロリー      |                                                                |
| 1948   | 裸の町 The Naked City                           | ダン・マルドゥーン        |                                                                |
| 1948   | 風変りな恋 Miss Tatlock's Millions              | デノン・ヌーナン          |                                                                |
| 1949   | 歌う捕物帖 Top o' the Morning                   | ブライアニー              |                                                                |
| 1949   | シービスケット物語 The Story of Seabiscuit      | ショーン・オハラ          |                                                                |
| 1951   | シルバー・シティ Silver City                    | R.R. Jarboe               |                                                                |
| 1952   | 静かなる男 The Quiet Man                        | ミケリーン                |                                                                |

## 受賞歴

### アカデミー賞
受賞
1945年 アカデミー助演男優賞:『我が道を往く』
ノミネート
1945年 アカデミー主演男優賞:『我が道を往く』

### ゴールデングローブ賞
受賞
1945年 助演男優賞:『我が道を往く』

### ニューヨーク映画批評家協会賞
受賞
1944年 主演男優賞:『我が道を往く』